# Vattenstasjön
Vattenstasjön är en sjö i Östhammars kommun i Uppland och ingår i Olandsåns huvudavrinningsområde. Sjön är 2,4 meter djup, har en yta på 0,0632 kvadratkilometer och befinner sig 26 meter över havet. Vid provfiske har ruda fångats i sjön.

## Delavrinningsområde
Vattenstasjön ingår i det delavrinningsområde (667419-163272) som SMHI kallar för Ovan 667524-163271. Medelhöjden är 21 meter över havet och ytan är 20,9 kvadratkilometer. Räknas de 34 avrinningsområdena uppströms in blir den ackumulerade arean 602,93 kvadratkilometer. Avrinningsområdets utflöde Olandsån mynnar i havet. Avrinningsområdet består mestadels av skog (59 procent) och jordbruk (28 procent). Avrinningsområdet har 0,06 kvadratkilometer vattenytor vilket ger det en sjöprocent på 0,3 procent. Bebyggelsen i området täcker en yta av 1,12 kvadratkilometer eller 5 procent av avrinningsområdet.